# Stereoscopio a specchi

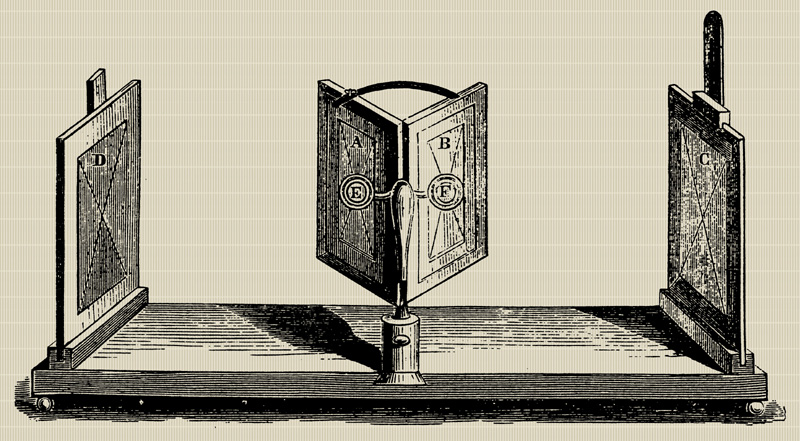
Lo stereoscopio a specchi di Charles Wheatstone

Lo stereoscopio a specchi è un apparecchio che consente la visione di immagini stereoscopiche. È il primo tipo di visore stereoscopico inventato da sir Charles Wheatstone nel 1832, ma ritenuto in seguito troppo ingombrante e sostituito dal più pratico stereoscopio di sir David Brewster.
Lo stereoscopio a specchi rimane tuttavia in uso ai giorni nostri nel campo del rilievo fotogrammetrico.

## Principio di funzionamento

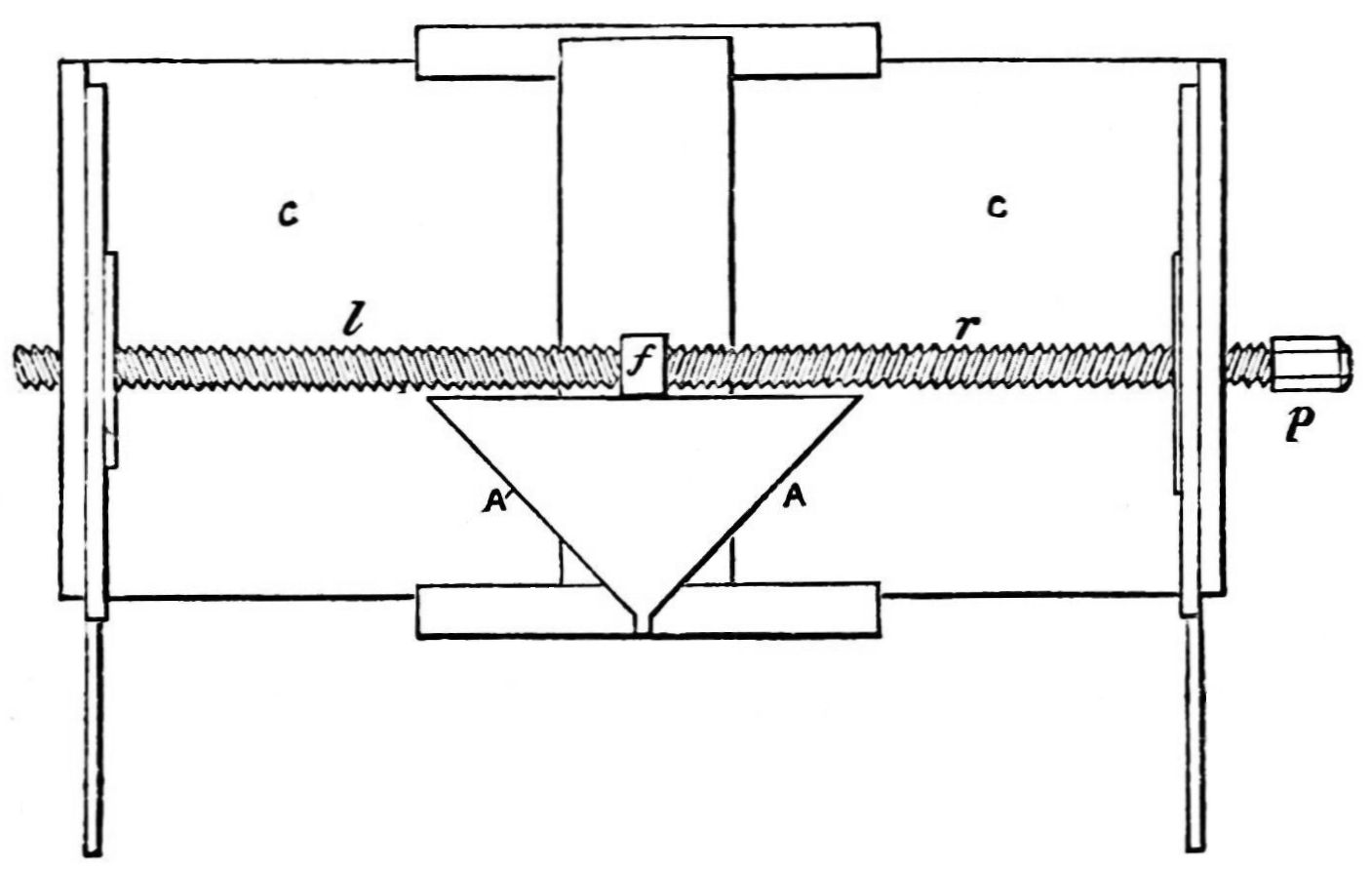
Schema dello stereoscopio di Wheatstone

Per osservare oggetti vicini, il nostro cervello è abituato a rendere convergenti gli assi visuali degli occhi, mentre, nella visione stereoscopica gli stessi assi visuali devono puntare separatamente e contemporaneamente sulla foto di sinistra e su quella di destra. Lo stereoscopio a specchi riesce a deviare i raggi visivi fino alla distanza desiderata.

## Storia
Durante la prima metà dell'Ottocento sir Charles Wheatstone realizza i primi esperimenti stereoscopici con coppie di disegni affiancati così da poter riprodurre due immagini leggermente differenti come quelle percepite dall'occhio umano. Per la visualizzazione di questi primi disegni "stereografici" utilizza un sistema di specchi e prismi che propone di chiamare Stereoscope ("Stereoscopio"). 
L'invenzione dello stereoscopio a specchi di Wheatstone risale al 1832 ma la brevetterà solamente nel 1838. 
Nel 1838 Wheatstone presenta il primo stereoscopio così realizzato alla Royal Society di Londra. Lo stereoscopio di Wheatstone non riscontra però un grande successo, poiché complesso e ingombrante.

## Stereoscopio a specchi nel rilievo stereofotogrammetrico

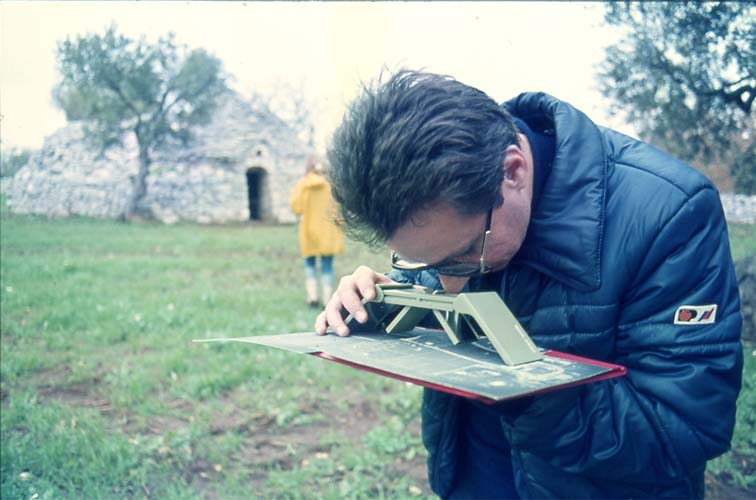
Stereoscopio da campagna Wild TSP1

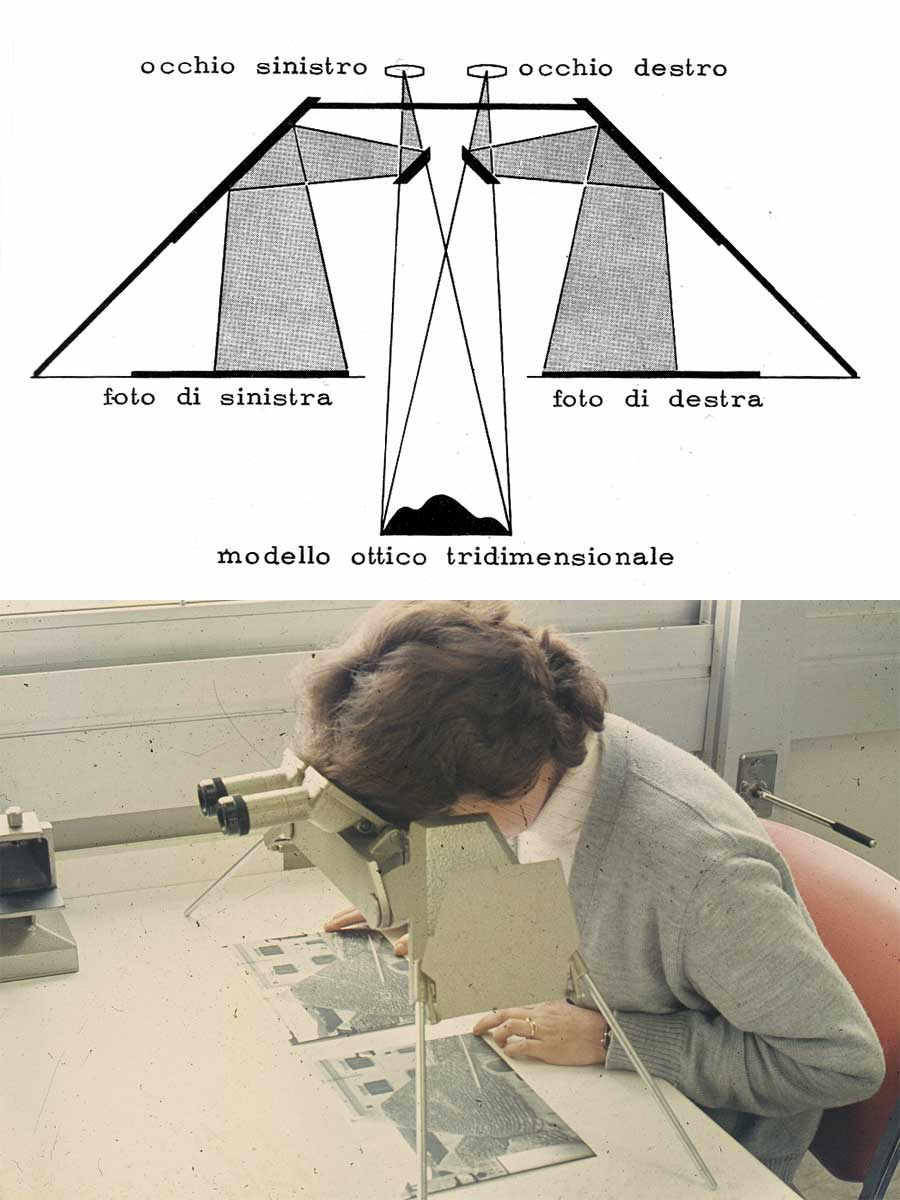
Schema dello stereoscopio Wild ST4, in dotazione al Politecnico di Bari

In fotogrammetria architettonica viene utilizzato un particolare tipo di stereoscopio a specchi, dotato di un sistema di specchi orientati a 45° che consente la visione ravvicinata di grandi immagini che richiederebbero altrimenti un visore di dimensioni molto maggiori. 

### Stereoscopio a specchi da campagna
Lo stereoscopio da campagna Wild TSP1 è ripiegabile in modo da essere riposto in un piccolo astuccio. Esso consente una comoda osservazione di fotogrammi con una base di 18 cm. ed è dotato di calamite in modo da poter aderire ad un piano metallico.

### Stereoscopio a specchi da tavolo
Lo stereoscopio Wild ST4 è stato costruito per l'osservazione di fotogrammi ripresi dall'aereo, la cui forma è quadrata con lato di 23 cm. Le sue caratteristiche possono essere così riassunte:
- sistema di lenti, la cui distanza deve essere variabile per adattarsi alla distanza interpupillare dell'utente;
- lenti idonee a deviare i raggi visivi, in modo da renderli paralleli;
- specchi con argentatura riflettente sulla superficie anteriore del cristallo (rettificata per evitare deformazioni dell'immagine);
- adattabilità dello strumento a superfici non perfettamente piane. Dei quattro piedi, di solito, uno è dotato di un accorgimento per raggiungere il piano determinato dagli altri tre.

Quasi sempre questi stereoscopi sono dotati di ottica aggiuntiva per ingrandire l'immagine. Quello riportato in figura è dotato di due coppie di oculari d'ingrandimento (3x e 8x).